# Principi contabili nazionali
I principi contabili nazionali sono un insieme di regole e linee guida che stabiliscono come le aziende devono preparare e presentare i loro bilanci. Questi principi variano da paese a paese e sono emanati da organizzazioni o enti di regolamentazione contabile a livello nazionale. 

## Funzione e struttura dell'Organismo italiano di contabilità (OIC)
L’Organismo Italiano di Contabilità (OIC) è stato istituito nel 2001 con l’obiettivo di aggiornare i principi contabili per le società alle quali non si applicano quelli internazionali e fornire supporto integrativo alla normativa in tema di bilancio
Le funzioni principali dell’OIC sono:
- Emanare i principi contabili nazionali per la redazione dei bilanci secondo le disposizioni del codice civile.
- Fornire supporto all’attività legislativa del Parlamento e degli Organi Governativi in materia di normativa contabile ed esprimere pareri su richiesta della pubblica amministrazione.
- Partecipare al processo di elaborazione di principi e standard in materia di informativa contabile a livello europeo e internazionale, intrattenendo rapporti con la International Financial Reporting Standards Foundation (IFRS Foundation), con l’European Financial Reporting Advisory Group (EFRAG) e con gli organismi di altri Paesi preposti alle medesime attività.

L’OIC è una fondazione costituita da diverse organizzazioni rappresentative delle principali categorie di soggetti privati interessate alla materia contabile. Queste includono organizzazioni professionali contabili, preparers, users e mercati mobiliari. L’OIC riferisce annualmente al Ministero dell’economia e delle finanze sull’attività svolta.